# بيني (آن)
بيني (بالفرنسية: Bény)‏ هي بلدية فرنسية تقع في إقليم الآن في فرنسا. رمز إنسي لها هو:1038. أما الرمز البريدي لها فهو: 1370.